# David Dunlap
David „Dave“ Coombs Dunlap (* 19. November 1910 in Napa, Kalifornien; † 16. Dezember 1994 ebenda) war ein US-amerikanischer Ruderer.
Der 1,89 m große David Dunlap studierte an der University of California, Berkeley. 1932 siegte der Achter der Golden Bears, des Sport-Teams der Universität in Berkeley, bei den Meisterschaften der Intercollegiate Rowing Association und qualifizierte sich auch für die Olympischen Spiele 1932 in Los Angeles. Dunlap ruderte in der Mitte des Bootes, das im Vorlauf der Olympischen Regatta mit vier Sekunden Vorsprung auf das Boot aus Kanada gewann. Im Finale führte lange der italienische Achter, der im Ziel zwei Zehntelsekunden Rückstand auf das kalifornische Boot hatte, Bronze ging an die Kanadier.
Nach Abschluss seines Jura-Studiums war Dunlap als Rechtsanwalt in San Francisco tätig.